# مركسا (بايكتشي)
مركسا هو أكبر المعابد البوذية في عهد مملكة بايكتشي الكورية القديمة. بُني المعبد في سنة 602 في عهد الملك مو. يقع المعبد في يومنا هذا في مدينة إكسان في مقاطعة جولا الشمالية في كوريا الجنوبية. نُقب في الموقع في سنة 1980 كاشفاً عن العديد من الحقائق غير المعروفة حتى الآن حول عمارة بايكتشي. باغودا مركسا الحجرية هي واحدة من اثنتين من الباغودا التي تعود لعهد بايكتشي، وهذه الباغودا هي أيضاً الأطول والأقدم بين الباغودا الكورية.
تقول أسطورة بناء المعبد والمذكورة في سامغك يسا بأن الملك مو والملكة رأوا بودا مايتريا عند بركة ماء على جبل يونغهوا. أمر الملك بعد ذلك بتجفيف البركة وبناء المعبد هناك. يُعتقد أن الباغودا ذات الطبقات التسع الخشبية والتي تقبع في منتصف مجمع المباني هي من أعمال المعماري أبجي. اختير الموقع ليصبح الموقع التاريخي رقم 150 في كوريا الجنوبية. أعيد بناء جزء من المعبد وأضيف إليه متحف.